# 동업 조합
동업 조합(同業組合) 또는 무역 협회는 특정한 사업의 이익을 위해 같은 사업자끼리 만든 조합이다.
특정 산업에서 운영되는 기업이 설립하고 자금을 지원하는 조직이다. 산업 무역 협회는 광고, 교육, 출판, 로비, 정치 기부와 같은 홍보 활동에 참여하지만 그 초점은 기업 간의 협력이다. 협회는 컨퍼런스 제작, 네트워킹 또는 자선 행사 개최, 수업 또는 교육 자료 제공과 같은 기타 서비스를 제공할 수 있다. 많은 협회는 조례에 의해 관리되고 구성원이기도 한 임원이 감독하는 비영리 조직이다.
사회적 시장 경제가 있는 국가에서 무역 협회의 역할은 종종 사회적 대화의 역할을 하는 고용주 조직이 맡는다.

## 같이 보기
- 길드